# Centroscymnus coelolepis
Centroscymnus coelolepis (Barbosa du Bocage & Brito Capello, 1864) é uma espécie de tubarão de profundidade da família dos Somniosidae, conhecida pelo nome comum de carocho. 

## Descrição
Tubarão de profundidade, com até 1,2 m de comprimento, de cor castanho-escuro, que frequenta a zona bentónica e batial. Tem espinhos dorsais, mas apenas a ponta é visível.
As extremidade do focinho é arredondada e apresenta uma protuberância volumosa junto às comissuras bucais. As fendas branquiais são sensivelmente uniformes em tamanho.
Os dentes são unicúspides, sendo os superiores lanceolados e os inferiores largos e oblíquos.

## Distribuição ehabitat
A espécie ocorre no Oceano Atlântico numa vasta área que vai das costas da Islândia à costa de Marrocos, abrangendo as costas europeias e a região da Macaronésia. Também ocorre no Mediterrâneo ocidental Já foi encontrado em diversas áreas fora do Atlântico Nordeste, nomeadamente na costa africana a sul do Senegal, na região ocidental do Atlântico Norte, nas costas do nordeste dos Estados Unidos e da Nova Escócia.
A espécie tem hábitos bentónicos, ocorrendo em águas profundas, entre os 400 e os 2700 m. Prefere águas com temperatura em tornos dos 5-6 °C.